# 보리스 미로노프 (아이스하키 선수)
드미트리 올레고비치 미로노프(러시아어: Дми́трий Оле́гович Миро́нов, 1965년 12월 25일~)는 러시아의 아이스하키 선수로 포지션은 수비수이다. 내셔널 하키 리그(NHL)의 위니펙 제츠, 에드먼턴 오일러스, 시카고 블랙호크스, 뉴욕 레인저스에서 뛰었으며, NHL 통산 716경기에 출전했다. 형인 드미트리도 아이스하키 선수로 활약했다.
국제 대회에 러시아 국가대표팀의 일원으로 참가했으며, 1998년 동계 올림픽 은메달과 2002년 동계 올림픽 동메달을 획득했다.